# Under the Ladder
Az Under the Ladder (magyarul: A létra alatt) egy dal, amely Ukrajnát képviselte a 2018-as Eurovíziós Dalfesztiválon, Lisszabonban Mélovin előadásában. A dal 2018. február 24-én rendezett a Vidbir című ukrán nemzeti döntőn nyerte el az eurovíziós indulás jogát, ahol 11 ponttal győzött.
A dalt az Eurovíziós Dalfesztiválon először május 10-én a második elődöntőben adták elő a tizennyolc ország közül fellépési sorrendben utolsóként. Innen 179 ponttal, a hatodik helyen jutott tovább a döntőbe.
A május 13-án rendezett döntőben fellépési sorrendben elsőként adták elő. A dal a szavazás során 130 pontot szerzett, ez a tizenhetedik helyet jelentette a huszonhat fős mezőnyben.